# Estanque Grande del Buen Retiro
El Estanque Grande del Buen Retiro, conocido popularmente como el Estanque del Retiro, es una extensión de agua de origen artificial, que se encuentra en el Parque del Retiro, en la ciudad española de Madrid. 
Fue creado en la primera mitad del siglo XVII como uno de los elementos paisajísticos más relevantes del Buen Retiro, una antigua posesión de la Corona española surgida durante el reinado de Felipe IV (1605-1665). Su titularidad corresponde, desde el año 1868, al Ayuntamiento de Madrid, al igual que los espacios ajardinados sobre los que se conformó el parque público actual.
Con una superficie de 37 240 m² y un volumen de agua de 55 150 m³, dispone de un embarcadero que posibilita la navegación recreativa y la celebración de competiciones de remo y piragüismo. En sus orillas se encuentran el Monumento a Alfonso XII y la Fuente Egipcia.

## Toponimia
Su topónimo no solo hace referencia a sus dimensiones, al tratarse del mayor de los estanques levantados en el siglo XVII en el Buen Retiro, sino también a su funcionalidad, ya que, desde un punto de vista técnico, fue concebido como el gran depósito de agua a partir del cual se organizaban los sistemas hidráulicos de la propiedad.
Otros estanques realizados en el Real Sitio fueron el Ochavado (o de las Campanillas), que se conserva hoy día, y el desaparecido de San Isidro. Junto a ellos fueron trazados dos canales, bautizados con los nombres de Río Chico y de Río Grande (posteriormente de El Mallo), que confluía, este último, en la ría polilobulada de la Ermita de San Antonio de los Portugueses, igualmente perdida.

## Historia

### sigloXVII

#### Construcción

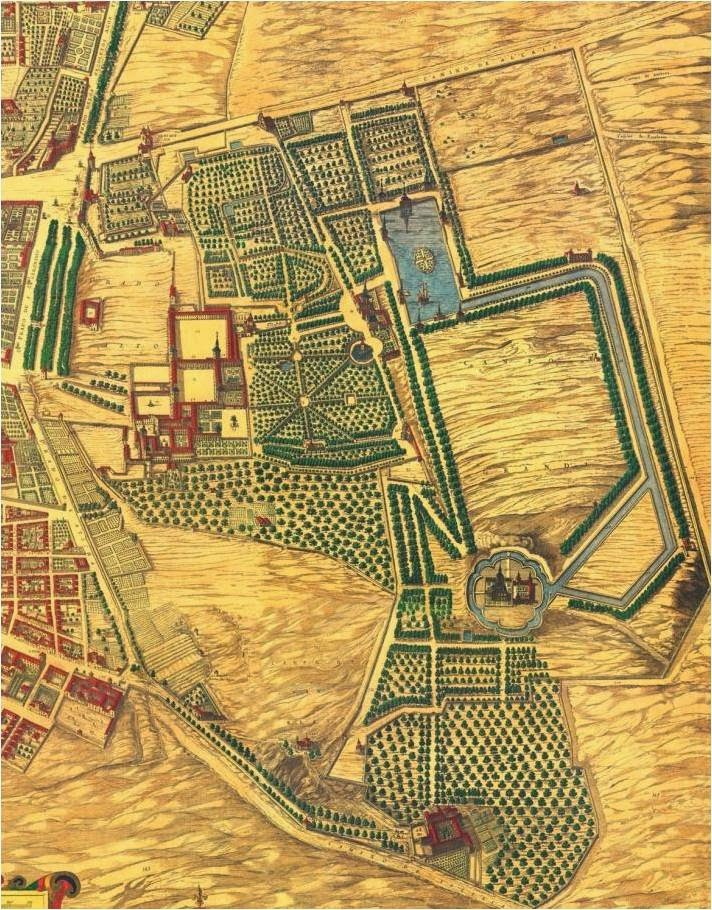
Detalle del Buen Retiro en el plano de Madrid de Pedro Teixeira (1656). El Estanque Grande queda representado en la parte central del tercio superior.

El Estanque Grande fue construido en el contexto de las obras del Buen Retiro, un conjunto de palacios y jardines promovido en el año 1632 por el Conde-duque de Olivares (1587-1645) para disfrute del rey Felipe IV, de quien era su valido. Su artífice fue Cristóbal de Aguilera, que, en su calidad de maestro mayor y veedor de las fuentes de Madrid, fue llamado para la realización de los viajes de agua que abastecían al Real Sitio y que, a la postre, se responsabilizó de la configuración general de toda la infraestructura hidráulica.
Según Ramón de Mesonero Romanos (1803-1882) y Rodrigo Amador de los Ríos (1849-1917), ocupó el lugar de un estanque primitivo, de la época de Felipe II (1527-1598), quien frecuentaba el antiguo Cuarto Real del Monasterio de los Jerónimos, alrededor del cual acabaría formándose el Palacio del Buen Retiro. A juicio de estos dos historiadores, se trataría del estanque que el citado monarca mandó hacer con motivo de la entrada en Madrid de su cuarta esposa, la reina Ana de Austria (1549-1580), y donde fue representada una batalla naval en su honor. Sin embargo, no hay constancia documental de su ubicación exacta, más allá de referencias genéricas al Prado de San Jerónimo.
Cristóbal de Aguilera levantó un primer estanque de gran capacidad entre 1634 y 1636, que se alimentaba del Viaje Alto del Retiro, una conducción de agua por él mismo proyectada. En este último año se tomó la decisión de excavar un segundo estanque de mayores dimensiones, que es el que ha llegado a nuestros días, no se sabe si como ampliación de aquel o como una obra nueva. Lo cierto es que ambos fueron conocidos con el nombre de Estanque Grande, lo que parece avalar que uno sustituyó al otro y que realmente se encontraban en el mismo sitio.
Para abastecer a este segundo estanque y a otros complejos hidráulicos, fue necesario trazar un nuevo viaje de agua, denominado Viaje Bajo del Retiro, cuyo origen estaba en un manantial de Chamartín de la Rosa, al que posteriormente se le añadiría otro manadero en Canillejas. Los trabajos se dieron por concluidos el 13 de abril de 1638, fecha en la que los maestros y alarifes de Madrid, reunidos con Alonso Carbonel (1583-1660), arquitecto del Buen Retiro, Antonio Carnero Trogner, teniente de alcalde del Real Sitio, y su veedor Juan de Alvear, expidieron un dictamen favorable de "buena construcción e impermeabilidad".

#### Funcionalidad

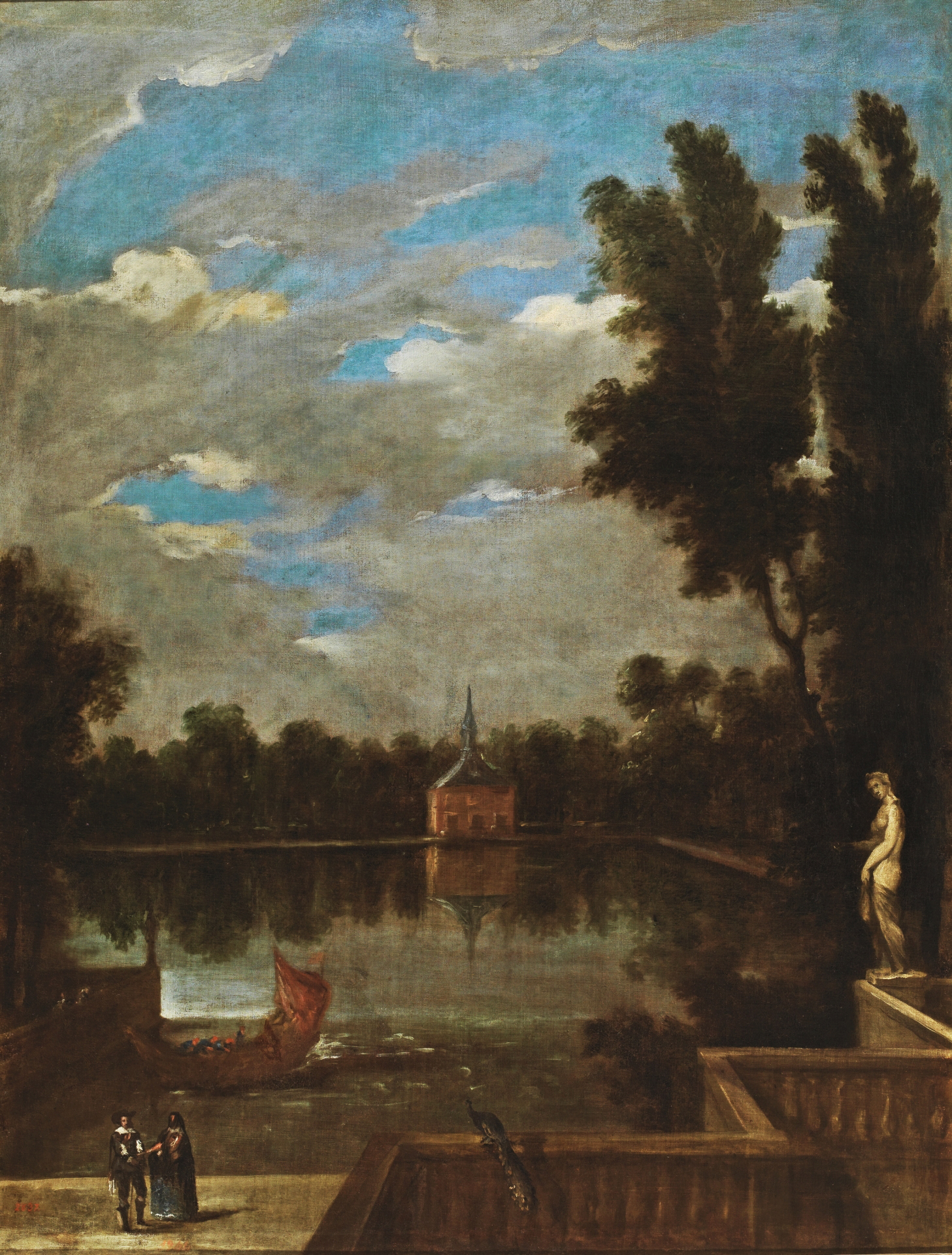
El Estanque Grande del Buen Retiro, de Juan Bautista Martínez del Mazo (h. 1657). Museo de Historia de Madrid (depósito del Museo del Prado).

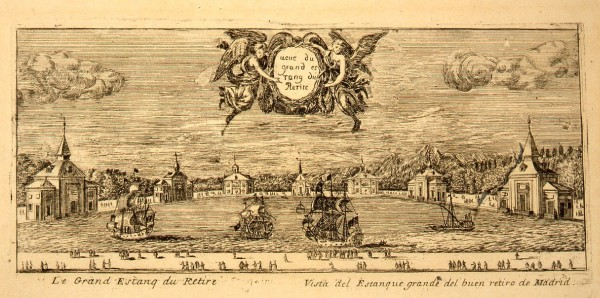
Vista del Estanque Grande del Buen Retiro de Madrid. Grabado de Louis Meunier (entre 1665 y 1668). Colección de estampas del Museo de Historia de Madrid.

Al margen de la función lúdica que el Estanque Grande terminaría desarrollando, su creación estuvo motivada principalmente por la necesidad de disponer de una gran reserva de agua que garantizase el suministro tanto al palacio como a los jardines y fuentes. De ahí que fueran habilitadas cuatro norias en sus orillas, que extraían el agua para su distribución a diferentes puntos del complejo.
Junto a estas maquinarias, el estanque contaba con diversos pescaderos, que informan de su uso pesquero, actividad que también se llevaba a cabo en los primitivos embalses renacentistas de la Casa de Campo, otra de las posesiones que la Corona tenía en Madrid. Había un total de seis (dos en cada lado mayor y uno centrado en los menores) y estaban unidos por un antepecho de fábrica que recorría todo el perímetro, posiblemente ornamentado con grupos escultóricos, como se aprecia en un paisaje del pintor Juan Bautista Martínez del Mazo (1611-1667).
Los pescaderos fueron diseñados por Alonso Carbonel y consistían en pequeños pabellones, rematados con el característico chapitel de la Casa de Austria. Además de facilitar la práctica de la pesca, tenían una función escenográfica dentro de las representaciones teatrales que ahí se celebraban, sobre todo durante el reinado de Felipe IV. Según las crónicas de la época, una de las funciones más aplaudidas fue El mayor encanto, amor, de Calderón de la Barca (1600-1681), que se puso en escena en 1635, en el primer Estanque Grande, con tramoyas de Cosme Lotti (1570/1580-1651).
Con la misma finalidad fue levantada una isla en el centro del estanque, en la que había pequeñas casetas, destinadas igualmente a los espectáculos. En el plano de Madrid que Pedro Teixeira (1595-1662) elaboró en 1656, puede verse que la isla era de planta oval y que estaba cruzada por dos calles ortogonales. En cuanto a sus medidas, se estima que tenía un diámetro mayor de unos 70 metros y otro menor de unos 40.
También se llevaban a cabo naumaquias, simulaciones de combates navales, en las que se empleaban barcos militares hechos a escala y fuegos de artificio. Fueron tan numerosas que el Real Sitio llegó a tener su propia flota, integrada no solo por embarcaciones militares, sino también por góndolas y falúas, que hacían posible la navegación recreativa por el estanque. En el Museo de Falúas Reales, de Aranjuez (Madrid), se exhibe una góndola dorada perteneciente a esta flota, que el rey Carlos II (1661-1700) encargó en Nápoles, en 1686.
La navegación recreativa también se practicaba en el Río Grande o de El Mallo, un canal que arrancaba en el extremo suroriental del estanque y que finalizaba, después de formar una escuadra y bifurcarse, en la ría polilobulada de San Antonio de los Portugueses, una ermita que estuvo ubicada en una isla artificial, aproximadamente donde hoy se alza la Fuente del Ángel Caído. 
El canal fue excavado entre 1638 y 1639, cuando el estanque ya había sido terminado y el citado templo llevaba varios años abierto. A pesar de que se construyeron en fechas desiguales, todos estos elementos fueron levantados sobre rasantes coincidentes, lo que hace pensar que formaban parte de un proyecto común, a diferencia de otras obras del Buen Retiro, que fueron surgiendo sobre la marcha y de manera improvisada e inconexa.
El Estanque Grande estaba rodeado de un frondoso bosque, cuya plantación dio comienzo en 1638 y se prolongó hasta 1642. Por esas fechas se debió proceder también a la forestación del Río Grande, con una doble hilera de árboles en sus bordes.

### SiglosXVIIIyXIX

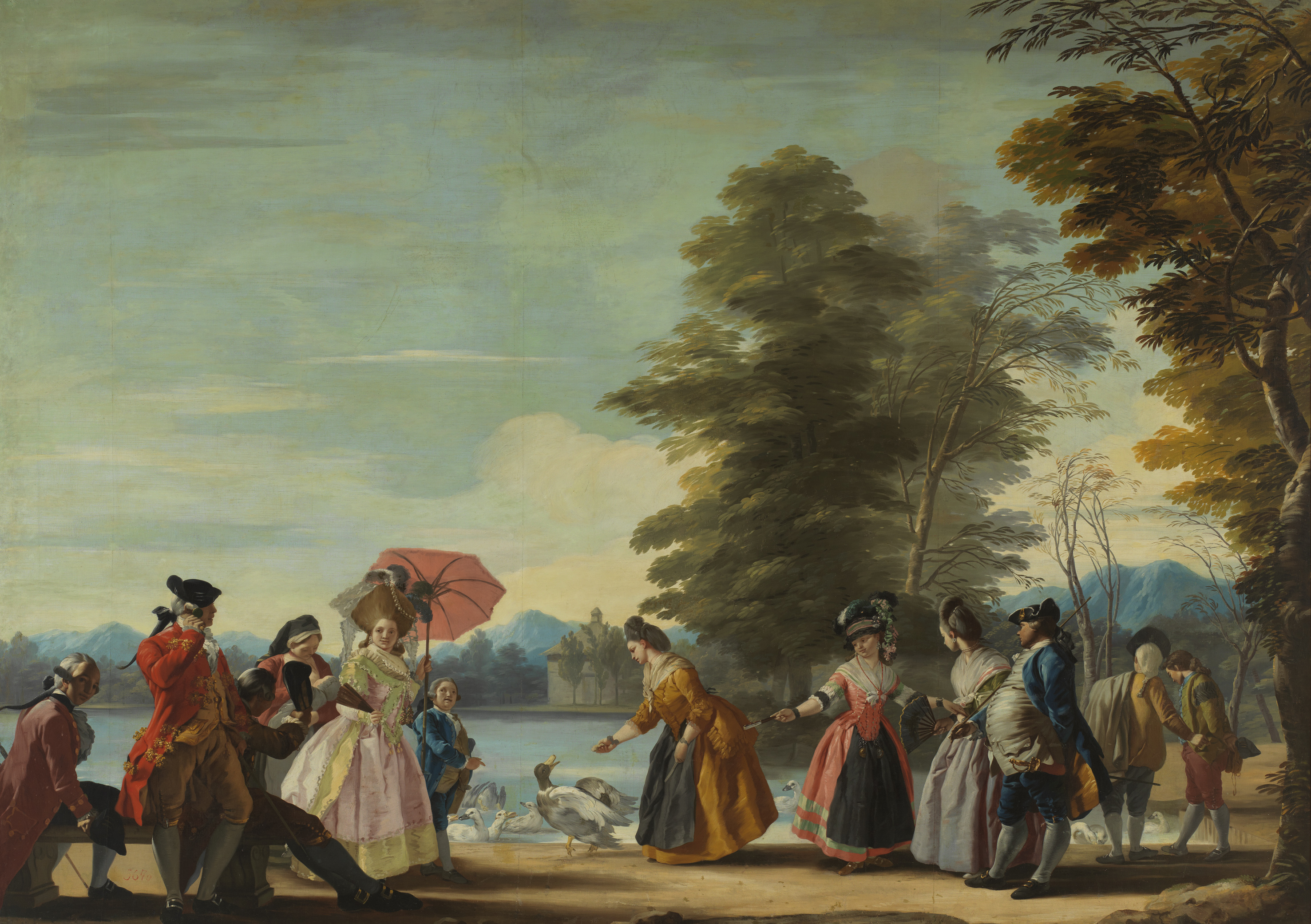
Un paseo a la orilla del Estanque del Retiro. de José del Castillo (h. 1780). Museo de Historia de Madrid (depósito del Museo del Prado).

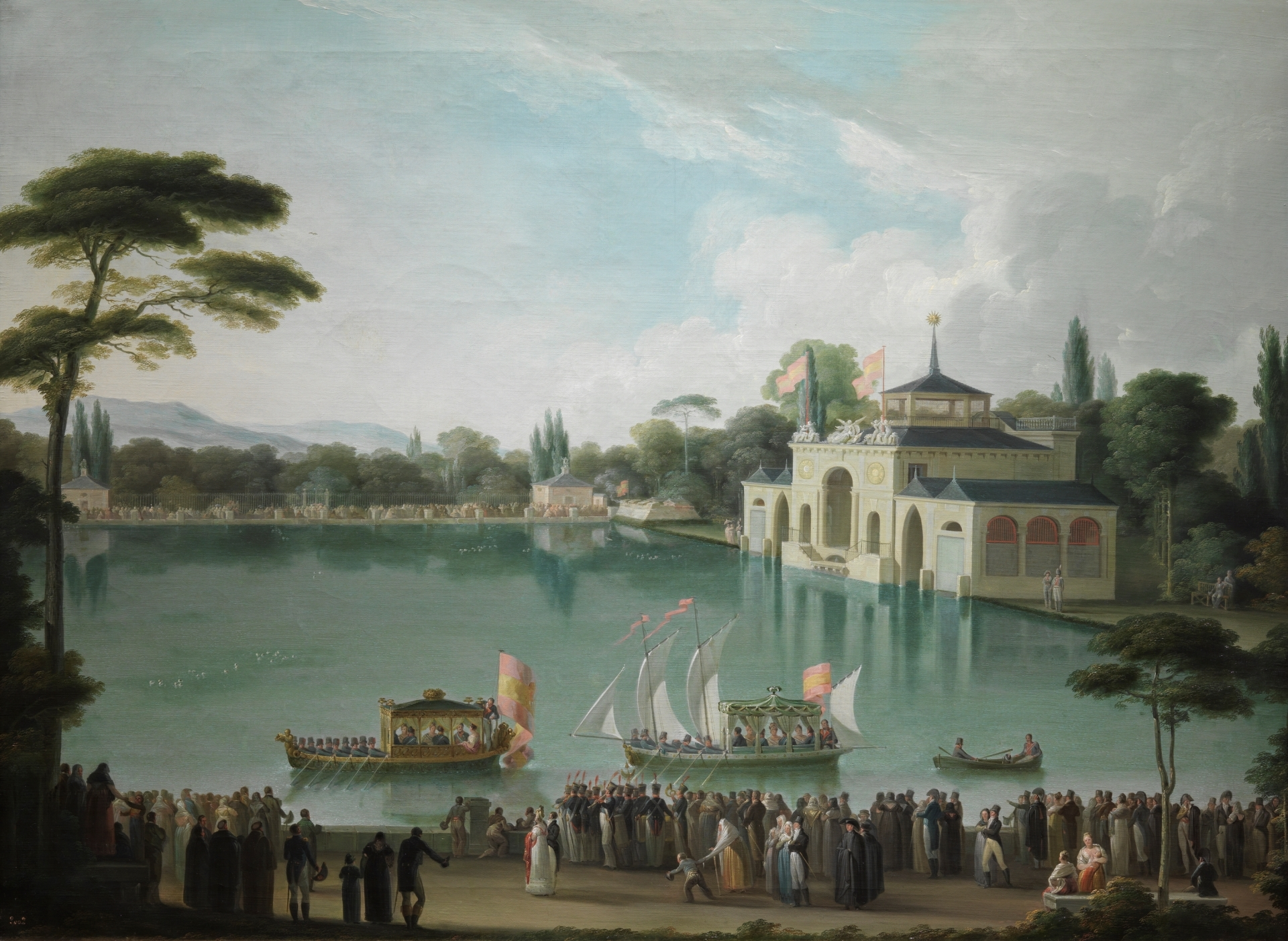
Embarque Real en el Estanque Grande del Retiro. de José Ribelles (h. 1820). Museo del Prado (Madrid). A la derecha puede verse el Embarcadero Real, obra de Isidro González Velázquez.

El Real Sitio tuvo un uso exclusivamente cortesano hasta el último tercio del siglo XVIII. En el año 1767 el rey Carlos III (1716-1788) permitió el acceso público al recinto, bajo ciertas restricciones, y estableció como límite de las visitas una de las orillas del Estanque Grande. La utilización de este como lugar de paseo quedó reflejada por el pintor José del Castillo (1737-1793) en un cuadro realizado hacia 1780.
Durante la Guerra de la Independencia (1808-1814) el Buen Retiro fue utilizado como cuartel general de las tropas napoleónicas, lo que provocó daños de consideración tanto en el palacio como en los jardines, incluido el estanque. Con la llegada de Fernando VII (1784-1833) en 1814, se procedió a su recuperación, al tiempo que fueron creados nuevos elementos arquitectónicos, a partir de un proyecto de Isidro González Velázquez (1765-1840).
Para el Estanque Grande el citado arquitecto diseñó tres grandes obras, en la línea de los caprichos paisajísticos que proliferaron durante el romanticismo. La de mayor envergadura, el desaparecido Embarcadero Real, se edificó en 1817 en la orilla este, 
donde actualmente se encuentra el Monumento a Alfonso XII. Constaba de tres cuerpos, decorados con motivos chinescos, que combinaban la piedra, el ladrillo y la madera, así como el zinc y el plomo en la cubierta.
En la ribera meridional González Velázquez construyó la Fuente Egipcia, que sí se mantiene en pie, y para el centro del estanque ideó la llamada Columna colosal de Fernando VII, que no pudo llevarse a cabo y que iba a estar coronada con una estatua de Hércules. 
Otra de sus intervenciones fue la reparación de las cuatro norias instaladas en el siglo XVII, que resultaban esenciales para garantizar el riego de las plantaciones, a las que embelleció cubriéndolas con pequeños pabellones cuadrangulares, rematados con chapiteles, que, en cierto sentido, recordaban a los primitivos pescaderos de Alonso Carbonel. También es posible que actuase sobre la llamada Fuente de la Gruta, situada cerca del extremo nordeste, adaptándola al gusto romántico de la época.
Durante el reinado de Fernando VII, la visita pública a los jardines siguió estando permitida, excepto una zona, denominada El Reservado, que el rey acotó para su disfrute personal. En 1867, su hija Isabel II fue un paso más allá y permitió la navegación pública dentro del Estanque Grande, mediante el arrendamiento de las instalaciones. El 16 de agosto del citado año fue inaugurado el servicio de paseos en barca, con la asistencia de remeros profesionales, y posteriormente fueron abiertos los primeros establecimientos hosteleros en las orillas.
Tras la Revolución de 1868, que supuso el destronamiento de Isabel II, el Real Sitio del Buen Retiro pasó a manos del Ayuntamiento de Madrid, que lo convertiría en parque público, con lo que el Estanque Grande quedó bajo gestión municipal. 
Una de las primeras iniciativas llevadas a cabo por el consistorio fue la conversión del Río Grande en el Paseo de Coches, que se abrió al tráfico rodado en 1874, y la excavación a finales del siglo XIX de otras dos pequeñas rías, con desembocadura en los ángulos nororiental y suroriental del estanque.

### SiglosXXyXXI

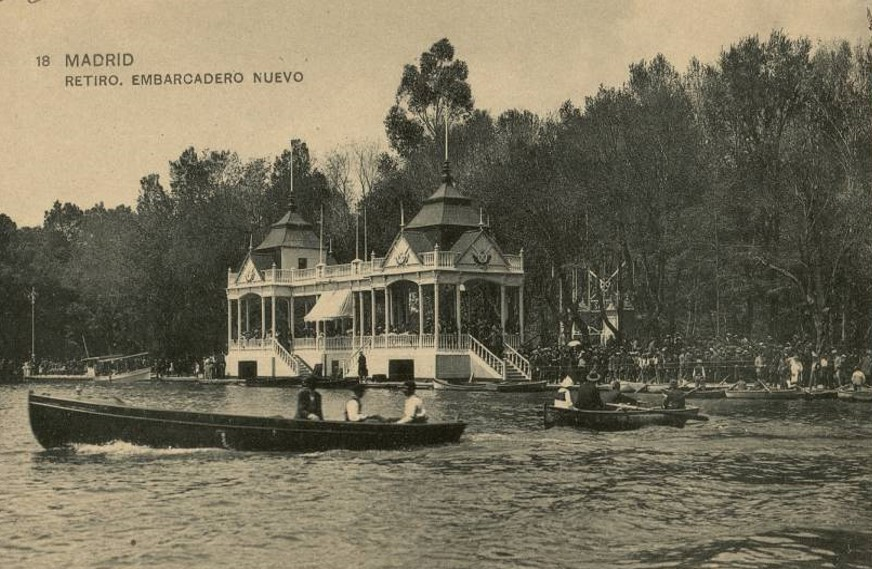
Postal titulada Madrid. Retiro. Embarcadero nuevo, de la Fototipia de Hauser y Menet (entre 1920 y 1925). Museo de Historia de Madrid. Aparece el embarcadero construido en 1917 e incendiado en 1920.

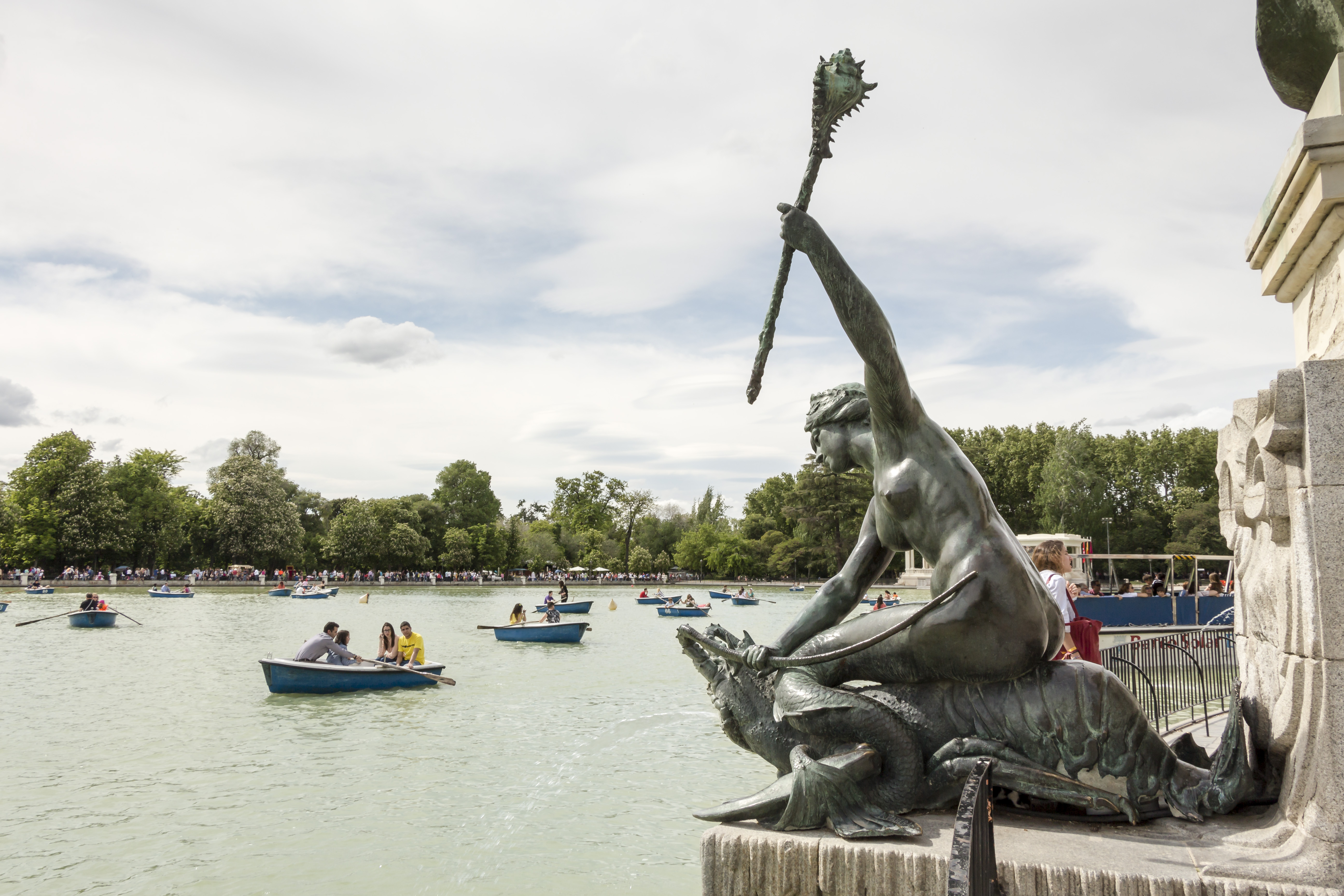
Navegación recreativa en el estanque.

En las dos primeras décadas del siglo XX la fisonomía del Estanque Grande volvió a cambiar sustancialmente, como consecuencia a la construcción del Monumento a la Patria española personificada en el rey Alfonso XII (más conocido como Monumento a Alfonso XII) en la orilla oriental, justo en el lugar ocupado por el Embarcadero Real. 
Para la realización de este conjunto escultórico, fue convocado un concurso público en 1902, del que resultó premiada la propuesta del arquitecto José Grases Riera (1850-1919), que no quedó materializada hasta 1922. Con tal motivo el Embarcadero Real fue derribado y sustituido por otro provisional, mucho más reducido, cuya modesta configuración, a modo de techumbre, y estética colorista (estaba pintado de verde y amarillo) suscitaron las críticas de la prensa de la época.
En 1917 se hizo el embarcadero que iba a ser definitivo, esta vez en la orilla septentrional y no en la oriental, como los anteriores. A diferencia del diseñado por Isidro González Velázquez, no tenía un carácter estancial, sino que fue proyectado como una pérgola. Estaba dividido en tres volúmenes, los dos laterales rematados con chapiteles escalonados. Fue pasto de las llamas en enero de 1920.
Seis años después, en 1926, el arquitecto Luis Bellido y González (1869-1955) edificó el embarcadero que ha llegado a nuestros días, así como las taquillas y puestos de vigilancia anexos.
Conforme fue avanzando el siglo XX el uso deportivo del estanque fue intensificándose, compaginado con la práctica de la navegación recreativa. En él se han celebrado numerosos campeonatos oficiales, principalmente de piragüismo y remo, y también de carácter benéfico, como la Travesía invernal a nado, que se disputó anualmente desde 1994 a 2004. Asimismo, ha servido de sede a diferentes clubes de deportes acuáticos e incluso fue propuesto dentro de la candidatura de Madrid a los Juegos Olímpicos de 2020 como posible instalación para la competición de vóley playa.
El Estanque Grande ha sido desecado varias veces a lo largo de su historia. Así se procedió en 1964, debido al rodaje de la película El fabuloso mundo del circo (Circus World), donde fue utilizado como escenario. En 1982 y 2001 volvió a ser vaciado, esta vez para labores de limpieza, mantenimiento y reparación. En el último año citado tuvo que ser impermeabilizado, ya que perdía alrededor de 5000 litros al día.

## Descripción

### Características físicas y biológicas
El Estanque Grande está formado por un vaso de planta rectangular, de aproximadamente 250 metros de largo y 125 de ancho, con un volumen de almacenamiento de 55 150 m³. Su superficie es de 37 240 m², lo que supone el 3,1% de la extensión del Parque del Retiro. Tiene una profundidad media de 1,27 metros, con un máximo de 1,81 y un mínimo de 0,60. 
Debido a esta escasa profundidad, presenta tiempos cortos de retención del agua (cada 0,02 años), en la línea de los lagos polimícticos, al tiempo que, como los lagos eutróficos, es especialmente rico en nutrientes.
En cuanto a la flora, existen varias plantaciones de árboles en sus orillas, pertenecientes a seis especies principales: la falsa acacia, el álamo blanco, el castaño de Indias, el cedro del Líbano, eucalipto blanco y el plátano de sombra.
Con respecto a la fauna piscícola, el estanque está habitado mayoritariamente por carpas, aunque también se han detectado peces gato y percasoles. Durante el vaciado realizado en 2001, fueron rescatados hasta 6000 ejemplares, un número que, dadas las dimensiones y capacidad del estanque, fue considerado excesivo por los biólogos que elaboraron el inventario. Con objeto de evitar la superpoblación, solo una parte fue devuelta al estanque y el resto trasladado a otras zonas acuáticas de la Comunidad de Madrid.

### Urbanismo

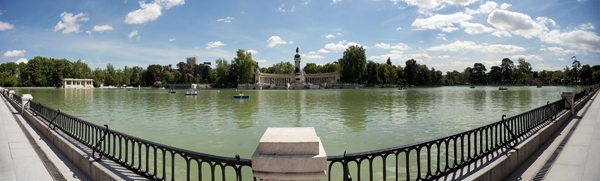
El estanque esta rodeado en tres de sus lados por un muro de fábrica.

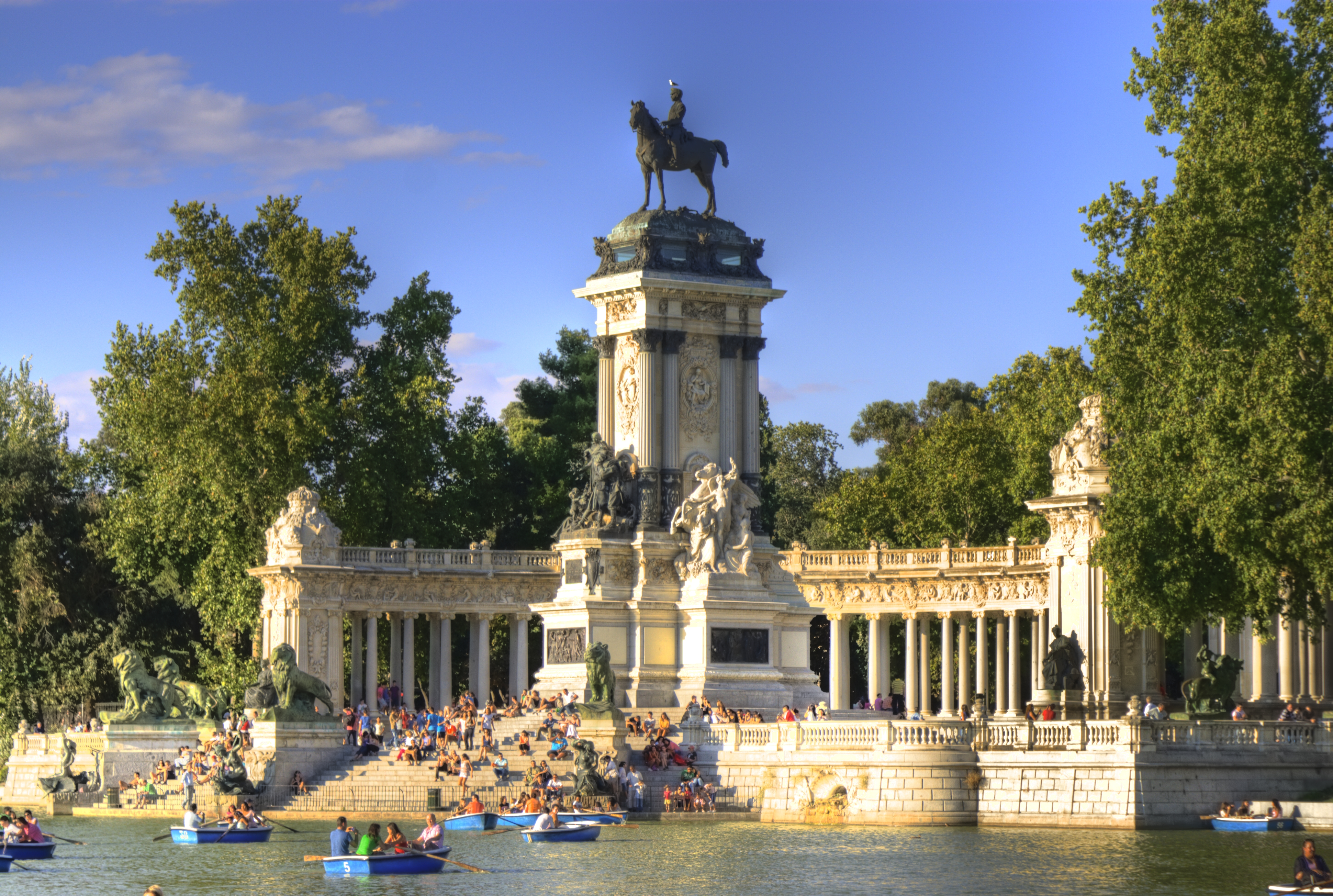
Monumento a Alfonso XII, inaugurado en 1922, veinte años después de que el arquitecto José Grases Riera lo proyectase.

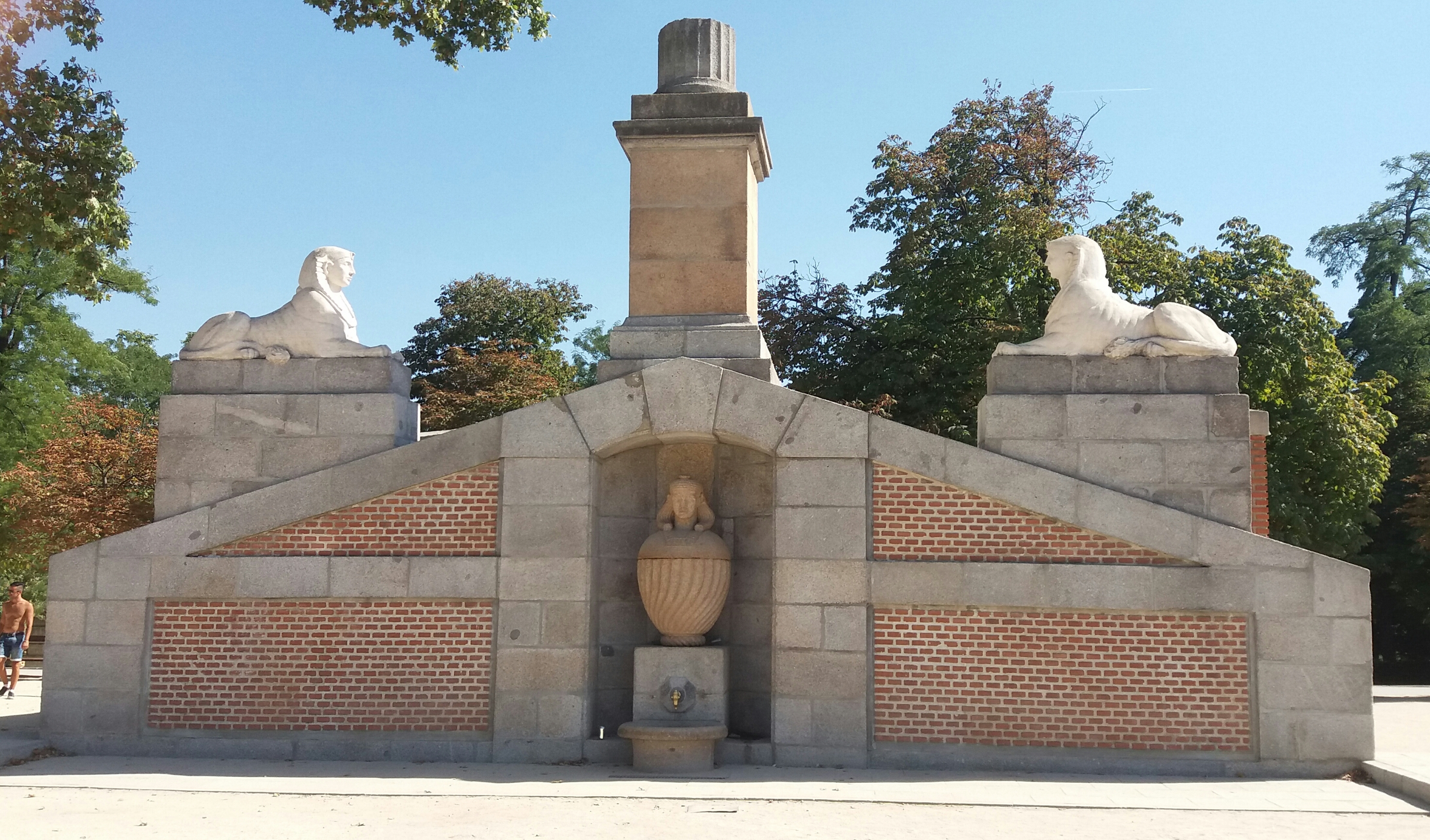
Vista de la Fuente Egipcia, diseñada por Isidro González Velázquez para el lado meridional del estanque.

El Estanque Grande es una de las pocas edificaciones que se mantienen en pie del primitivo trazado del Real Sitio del Buen Retiro, que, como ya se ha señalado, se fue conformando a lo largo de la primera mitad del siglo XVII. De esta época data también el Estanque Ochavado (o de las Campanillas), otra de las obras conservadas, que tiene incluso una antigüedad mayor, si bien se desconoce la fecha exacta en que fue hecho.
A pesar de su relevancia paisajística y funcional, el estanque fue construido sin ejes arquitectónicos de referencia e incluso sin comunicación directa con el palacio. Su ubicación en uno de los extremos del complejo, sin ningún tipo de relación axial con otros elementos, contrasta con los modelos geométricos de la época, que definen tanto a la jardinería renacentista como a la barroca.
Estos rasgos no son exclusivos del estanque, sino que se generalizan a todo el conjunto, que, debido a la celeridad que el Conde-duque de Olivares imprimió a las obras, probablemente por su afán de complacer a Felipe IV, careció de un proyecto unitario. El resultado final fue una yuxtaposición de piezas, que fueron surgiendo sobre la marcha, en función de las demandas que el monarca manifestaba en cada momento. 
Con independencia de que no existiese un plan integral, diferentes investigadores sostienen que este diseño también estuvo determinado por la tradición jardinera española. Para Fernando Chueca Goitia (1911-2004), el Buen Retiro constituye uno de los ejemplos más significativos de la disposición en planta de origen musulmán, con composiciones trabadas y asimétricas, cada una con su propio orden interno, con una clara prevalencia de la perpendicularidad sobre la axialidad.
En la segunda mitad del siglo XIX se llevó a cabo una nueva organización viaria dentro del recinto, gracias a la cual se corrigió parcialmente la falta de nexos axiales del estanque. Durante el reinado de Isabel II (1830-1904) se abrió el Paseo de las Estatuas (posteriormente bautizado como de Argentina), que pone en contacto la ribera occidental con la Puerta de España. Tras la cesión del Real Sitio al Ayuntamiento de Madrid en 1868, fue inaugurada la Avenida de México, que enlaza su ángulo noroeste con la Puerta de la Independencia, a través de la Fuente de los Galápagos.
El estanque está delimitado por cuatro vías principales. La Calle de Nicaragua discurre por su lado oeste, mientras que la Plaza del Maestro Villa pasa por la trasera del Monumento a Alfonso XII, marcando el flanco oriental. Hacia el norte se extiende el Paseo del Estanque y hacia el sur el de Venezuela.

### Arquitectura

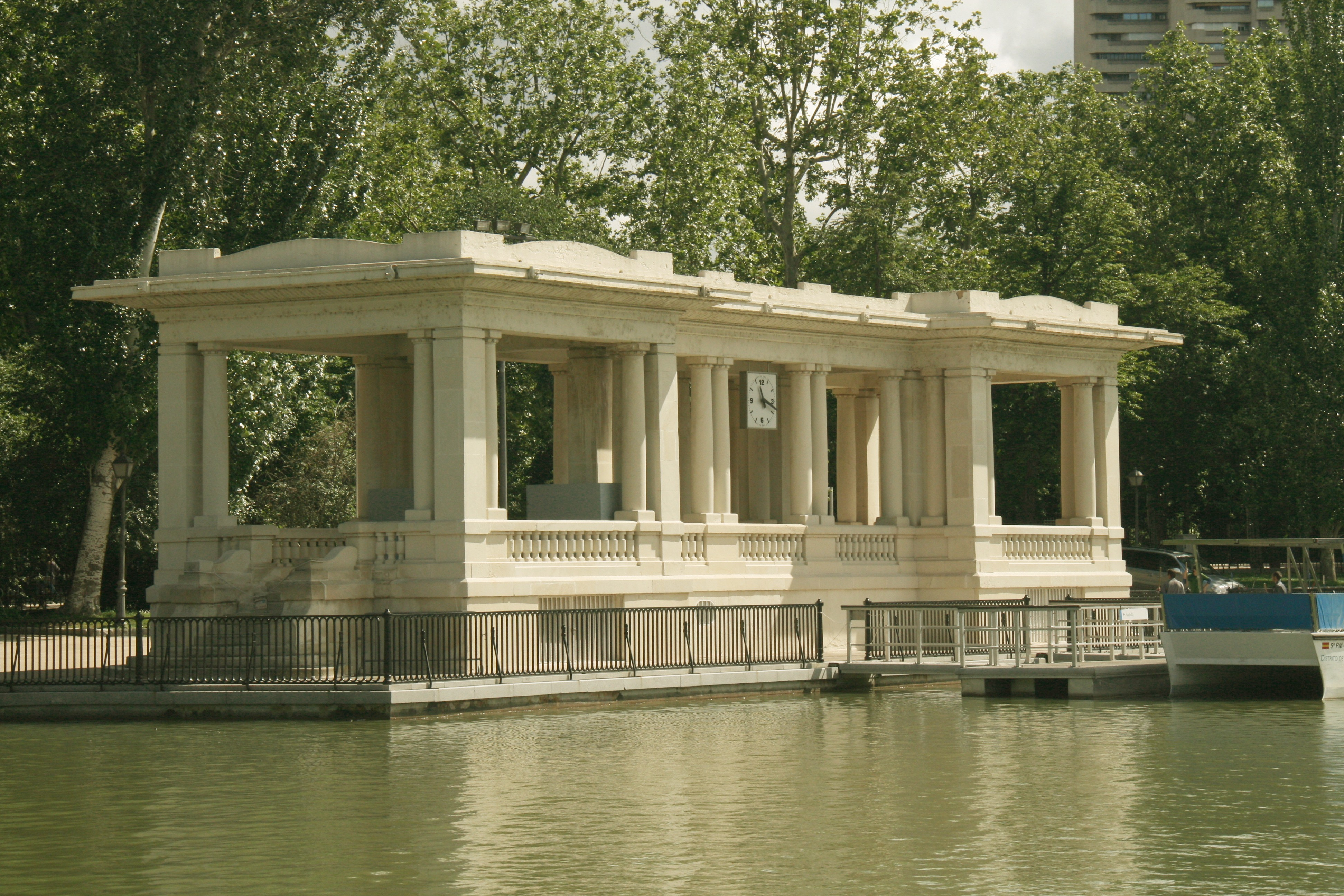
Vista del embarcadero actual, realizado en 1926 por el arquitecto Luis Bellido y González.

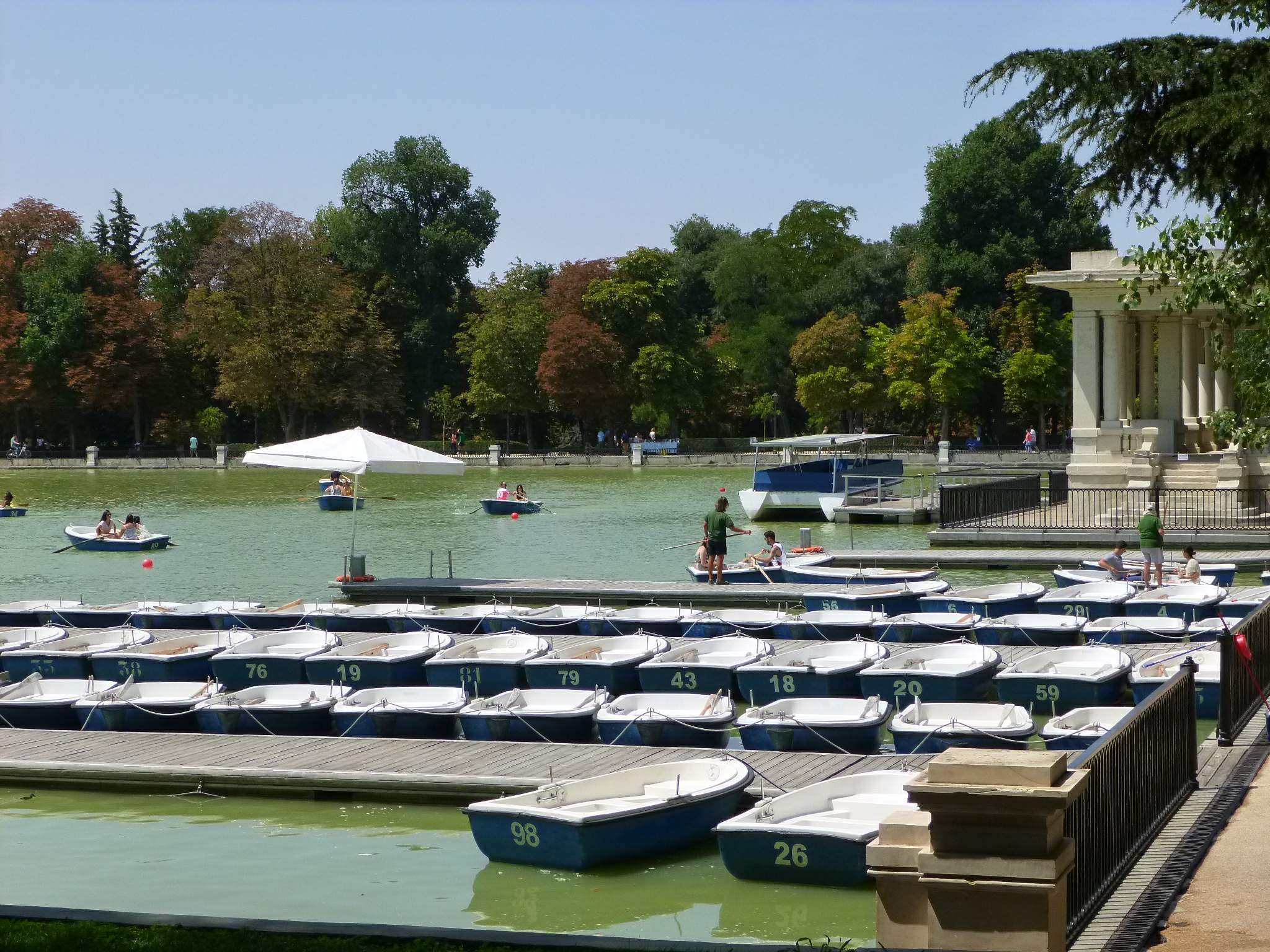
Muelles del embarcadero.

Las riberas septentrional, occidental y meridional están recorridas por un muro de fábrica, con una reja metálica en la parte superior, soportada por pedestales de piedra, que actúa como barrera de protección, para evitar posibles caídas al agua. Además de este elemento, el estanque reúne otros conjuntos arquitectónicos y ornamentales, la mayor parte de ellos de carácter monumental, realizados en los siglos XIX y XX:
- Monumento a Alfonso XII. Se alza sobre la orilla oriental, a la que invade por medio de una gran escalinata semicircular, que se adentra en las aguas, a modo de embarcadero.[24] Fue diseñado por José Grases Riera (1850-1919) en 1902 y terminado en 1922 por José López Sallaberry (1858-1927) y Teodoro de Anasagasti (1880-1938), tras su fallecimiento. Se inspira en el desaparecido Monumento a Guillermo I, de Berlín,[28] y consiste en un hemiciclo formado por columnas jónicas, de cuyo centro se eleva un pedestal con la estatua a caballo de Alfonso XII,[44] obra del escultor Mariano Benlliure (1862-1947).

- Fuente Egipcia. Situada en el lado sur, es la edificación más antigua que se conserva en el entorno del estanque. Se inauguró en 1850, si bien el diseño se remonta al año 1819. Al igual que el desaparecido Embarcadero Real, fue proyectada por Isidro González Velázquez (1765-1840) en el contexto de las obras de reparación y embellecimiento desarrolladas en el Buen Retiro, tras los destrozos de la Guerra de la Independencia (1808-1814), y que supusieron la transformación romántica del paraje.[45] Concebida como un frontón, presenta una hornacina, en la que se aloja un vaso canope, y dos esfinges custodiando los laterales. Estaba coronada con una escultura de Osiris, que se ha perdido.[46]

- Embarcadero. Realizado en 1926, se trata del tercer embarcadero de fábrica con el que ha contado históricamente el estanque, al margen de los pescaderos del siglo XVII, que también eran utilizados para el embarque. Se debe a Luis Bellido y González (1869-1955), quien ideó un templete adintelado de aire clasicista, al que acompañan dos garitas con toques modernistas, para el control de accesos. Preside la ribera septentrional del estanque.

- Ancla marina. Fue colocada en 1982 en la orilla meridional, junto a la Fuente Egipcia, a modo de elemento decorativo.[47] A pesar de que en la instalación figura que perteneció a la fragata Villa de Madrid, construida entre 1860 y 1863 y desguazada en 1884, fue fundida en 1930 para la motonave homónima de la compañía Transmediterranea, que entró en servicio en 1932.

- Rías y Fuente de la Gruta. Cerca de los ángulos nordeste y sudeste desembocan dos pequeñas rías, creadas a finales del siglo XIX. Aparecen representadas por primera vez en el plano de Madrid que Facundo Cañada elaboró en 1900 y tienen una longitud de 160 y 200 metros, respectivamente. La ría más septentrional pasa por debajo de la Fuente de la Gruta, que Isidro González Velázquez probablemente acondicionó en la tercera década del siglo XIX.

- Otras construcciones. Además de los citados conjuntos monumentales y ornamentales, las riberas del estanque albergan edificaciones de tipo funcional, como dos quioscos de hostelería en el lado sur, diferentes muelles junto al embarcadero y un almacén de embarcaciones en la orilla septentrional.